# Lukša Andrić
Lukša Andrić (ur. 29 stycznia 1985 roku w Dubrowniku) – chorwacki koszykarz, grający na pozycji środkowego. Obecnie gra w tureckim zespole Galatasaray SK.